# Touhou Project
Touhou Project (東方Project Tōhō Purojekuto?, lit. Orientalsk Project), även känt som Toho Project eller Project Shrine Maiden, är en japansk datorspelserie inom genren bullet hell av enmannagruppen Team Shanghai Alice. Jun'ya Ota, mer känd som ZUN, är grundaren av gruppen och har utvecklat alla huvudspel i Windowsserien. Med hjälp av Twilight Frontier skapades även Touhoufightingspelen. Innan ZUN skapade Team Shanghai Alice år 2001 var han med i Amusement Makers (en klubb/grupp i Tokyo vid Denkiuniversitetet). Han och de andra medlemmarna skapade de fem första Touhouspelen.
De fem första spelen släpptes för den japanska datorserien NEC PC-9801, medan efterföljande spel är utgivna till Microsoft Windows.

## Spel

### NEC PC-98
- 1996 – TH01 Highly Responsive to Prayers
- 1997 – TH02 Story of Eastern Wonderland
- 1997 – TH03 Phantasmagoria of Dim. Dream
- 1998 – TH04 Lotus Land Story
- 1998 – TH05 Mystic Square

### Windows
- 2002 – TH06 The Embodiment of Scarlet Devil
- 2003 – TH07 Perfect Cherry Blossom
- 2004 – TH07.5 Immaterial and Missing Power
- 2004 – TH08 Imperishable Night
- 2005 – TH09 Phantasmagoria of Flower View
- 2005 – TH09.5 Shoot the Bullet
- 2007 – TH10 Mountain of Faith
- 2008 – TH10.5 Scarlet Weather Rhapsody
- 2008 – TH11 Subterranean Animism
- 2009 – TH12 Undefined Fantastic Object
- 2009 – TH12.3 Touhou Hisōtensoku
- 2010 – TH12.5 Double Spoiler
- 2010 – TH12.8 Fairy Wars
- 2011 – TH13 Ten Desires
- 2013 – TH13.5 Hopeless Masquerade
- 2013 – TH14 Double Dealing Character
- 2014 – TH14.3 Impossible Spell Card
- 2015 – TH14.5 Urban Legend in Limbo
- 2015 – TH15 Legacy of Lunatic Kingdom
- 2017 – TH15.5 Antinomy of Common Flowers
- 2017 – TH16 Hidden Star in Four Seasons
- 2018 – TH16.5 Violet Detector
- 2019 – TH17 Wily Beast and Weakest Creature
- 2021 – TH17.5 Sunken Fossil World
- 2021 – TH18 Unconnected Marketeers
- 2022 – TH18.5 100th Black Market
- 2023 – TH19 Unfinished Dream of All Living Ghost